# Ostrość widzenia
Ostrość widzenia
1. pojęcie jakościowe - zdolność rozróżnienia wzrokiem obiektów znajdujących się bardzo blisko siebie
2. pojęcie ilościowe - odwrotność najmniejszej odległości kątowej (wyrażonej w minutach kątowych) pomiędzy dwoma rozpoznawalnymi wzrokiem testowanymi obiektami (np. punktami lub liniami)